# Trimulić Veli
Trimulić Veli je nenaseljeni otočić u Kornatskom otočju.
Njegova površina iznosi 0,018 km². Dužina obalne crte iznosi 0,5 km.

## Vanjske poveznice
|  | Zajednički poslužitelj ima još gradiva o temi Trimulić Veli |